# Wangjing

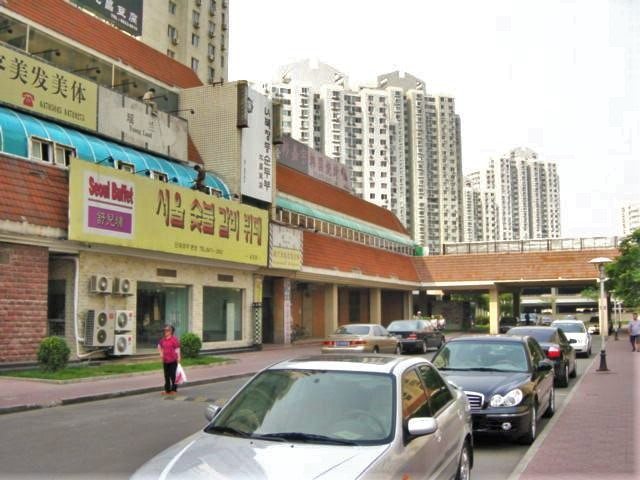
Koreanische Läden in Wangjing

Wangjing (chinesisch 望京街道, Pinyin Wàngjīng Jiēdào) ist ein 9,792 km2 großes Straßenviertel des Stadtbezirks Chaoyang und das zweitgrößte Wohnviertel in Peking. Die Einwohnerzahl beträgt 168.167 (Stand: Zensus 2010). Wangjing liegt zwischen Stadtzentrum und Hauptstadtflughafen im Nordosten der Stadt, zwischen der 4. und 5. Ringstraße sowie der Jingcheng-Schnellstraße und der Flughafen-Autobahn.
Die Bevölkerung des Quartiers besteht hauptsächlich aus chinesischen und koreanischen Staatsangehörigen. Wangjing ist mit etwa 70.000 Koreanern südkoreanischer und ehemals nordkoreanischer Herkunft die Koreatown von Peking.
Die U-Bahn-Linien 13 und 15 führen durch das Straßenviertel.
Das Wangjing SOHO-Gebäude der irakischen Architektin Zaha Hadid befindet sich im Zentrum des Viertels.

## Administrative Gliederung
Das Straßenviertel Wangjing setzt sich aus 26 Einwohnergemeinschaften zusammen. Diese sind:
- Einwohnergemeinschaft Babei (坝北社区);
- Einwohnergemeinschaft Baoxingyuan (宝星园社区);
- Einwohnergemeinschaft Daxiyang Xincheng (大西洋新城社区);
- Einwohnergemeinschaft Fangzhouyuan (方舟苑社区);
- Einwohnergemeinschaft Furongjie (阜荣街社区);
- Einwohnergemeinschaft Guofeng Jiayuan (国风家园社区);
- Einwohnergemeinschaft Huajiadi (花家地社区);
- Einwohnergemeinschaft Huajiadi Beili (花家地北里社区);
- Einwohnergemeinschaft Huajiadi Nanli (花家地南里社区);
- Einwohnergemeinschaft Huajiadi Xili (花家地西里社区);
- Einwohnergemeinschaft Huajiadi Xili Sanqu (花家地西里三区社区);
- Einwohnergemeinschaft Nanhu Dongyuan (南湖东园社区);
- Einwohnergemeinschaft Nanhu Xili (南湖西里社区);
- Einwohnergemeinschaft Nanhu Xiyuan (南湖西园社区);
- Einwohnergemeinschaft Nanhu Xiyuan Erqu (南湖西园二区社区);
- Einwohnergemeinschaft Nanhu Zhongyuan (南湖中园社区);
- Einwohnergemeinschaft Shengxing (圣星社区);
- Einwohnergemeinschaft Shuangqiulu (爽秋路社区);
- Einwohnergemeinschaft Wanghualu Dongli (望花路东里社区);
- Einwohnergemeinschaft Wanghualu Xili (望花路西里社区);
- Einwohnergemeinschaft Wangjing Dongyuan Wuqu (望京东园五区社区);
- Einwohnergemeinschaft Wangjing Xilu (望京西路社区);
- Einwohnergemeinschaft Wangjing Xiyuan Sanqu (望京西园三区社区);
- Einwohnergemeinschaft Wangjing Xiyuan Siqu (望京西园四区社区);
- Einwohnergemeinschaft Wangjingyuan (望京园社区);
- Einwohnergemeinschaft Xiadu Yayuan (夏都雅园社区).